# Falscher Wasserfreund
Der Falsche Wasserfreund (Gymnocoronis spilanthoides) ist eine zur Familie der Korbblütengewächse (Asteraceae) gehörende, sehr anspruchslose, robuste und sehr fruchtbare Sumpfpflanze, die eine bedeutende Rolle in der Aquaristik spielt. Der Name kommt von seiner Ähnlichkeit zur Gattung der Wasserfreunde. Jedoch ist er nur bis zur Unterklasse der Asternähnlichen mit ihnen verwandt.

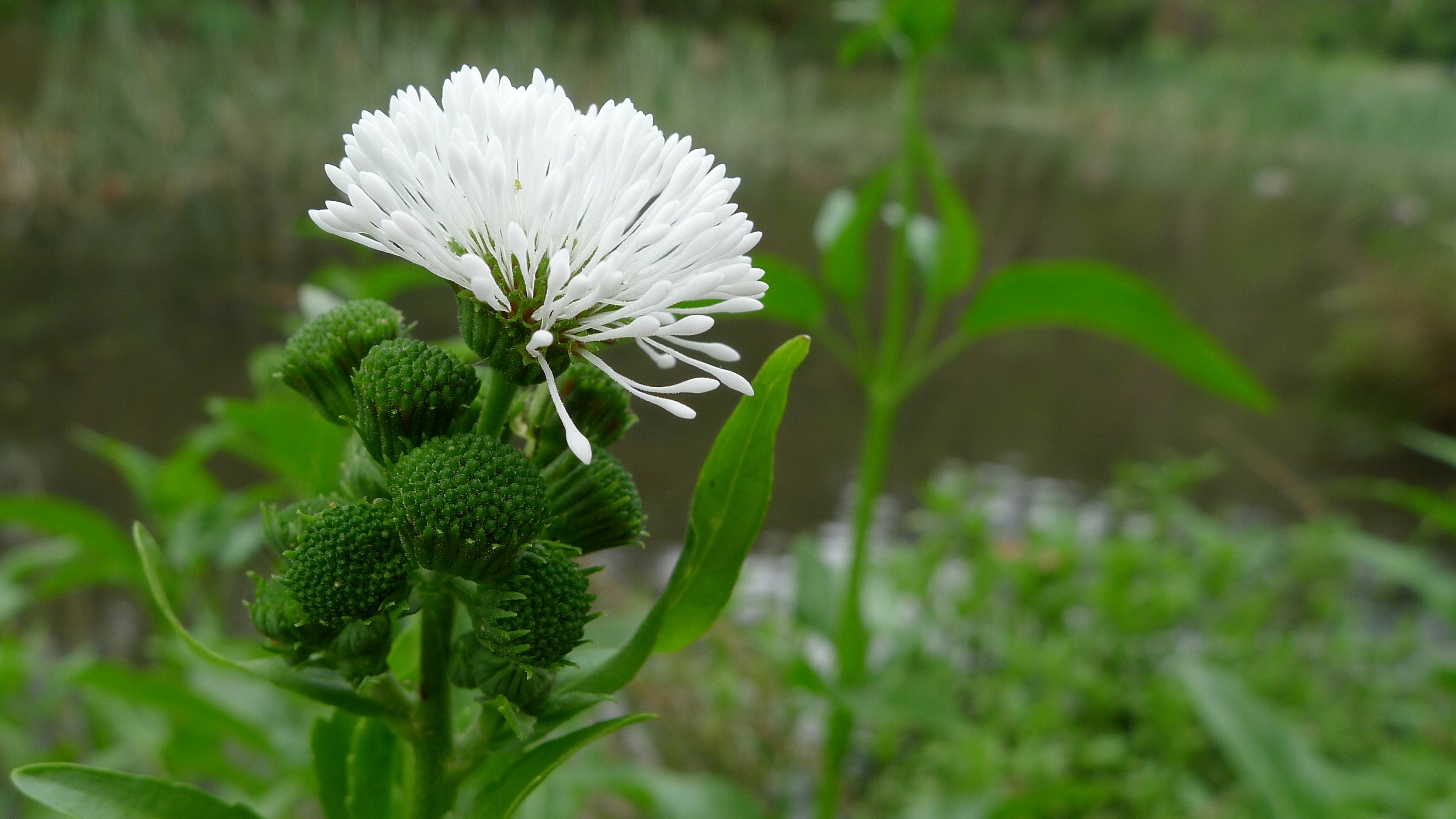
Die Blütenkorb des Falschen Wasserfreundes, man sieht die langen, weißen und petaloid Griffeläste

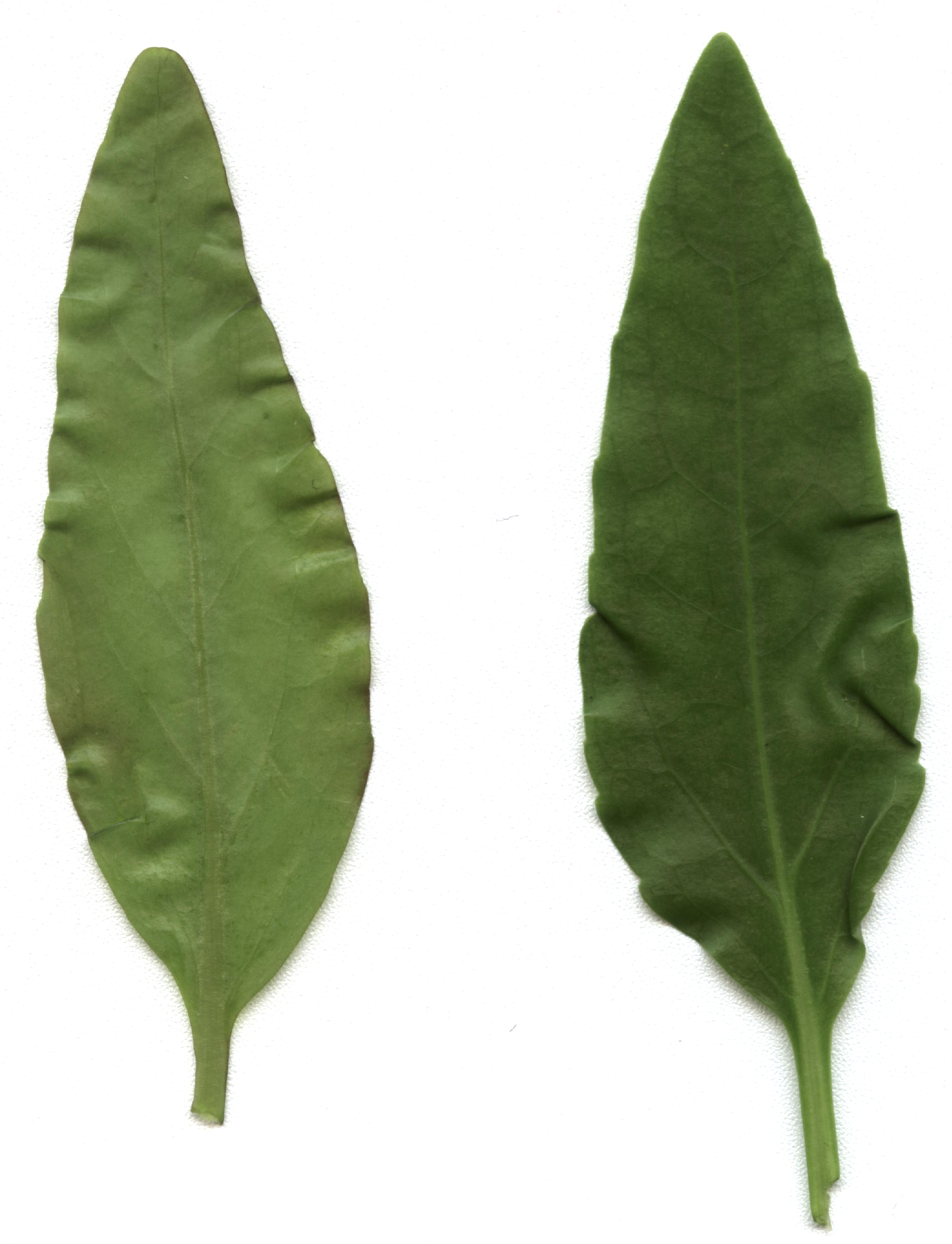
Blätter:
Linkes Blatt ist unterhalb der Wasseroberfläche gewachsen und das rechte oberhalb

## Beschreibung
Der Falsche Wasserfreund ist eine immergrüne Sumpfpflanze die maximal 1,5 Meter groß werden kann. Die kantigen Stängel sind zwischen den Knoten hohl. Temperaturen von 10 bis 35 Grad Celsius und viel bis wenig Licht sind die Ansprüche der Pflanze, daher ist sie besonders in wärmeren Ländern ein potenzieller invasiver Neophyt. Die Pflanze wächst zunächst einstängelig mit Wurzeln an allen tieferen Blätteransätzen im Wasser und kann sich später verzweigen. Sie blüht in freier Wildbahn von Oktober bis Mai und bildet von November bis Juni Samen.
Die kurz gestielt Laubblätter sind gegenständig. Sie sind bis 18 Zentimeter lang, dickledrig, kahl, spitz und eiförmig, -lanzettlich. Die Blätter sind unregelmäßig gesägt bis fast ganzrandig. Die Blätter unter Wasser sind fast ganzrandig aber wellig. Die Blütenkörbe erscheinen zu wenigen endständig in kurzen, drüsig behaarten Zymen. Die kleinen, einzelnen Köpfchen sind etwa 1,2–1,7 Zentimeter groß, sie tragen nur viele weiße, zwittrige und duftende Röhrenblüten. Es ist ein zweireihiger, drüsiger Hüllkelch vorhanden. Die drüsige Krone ist schmal-trichterförmig. Die keulenförmigen, papillösen Griffeläste sind petaloid, weiß gefärbt und stark verlängert. Die Achänen sind rippig, drüsig und ohne Pappus.

## Vorkommen
Ursprünglich kommt der Falsche Wasserfreund aus tropischen und subtropischen Sümpfen und Flüssen von Mexiko bis Argentinien. Durch seine Anspruchslosigkeit gedeiht er jedoch als invasiver Neophyt unter anderem in Australien. Auch in Europa kann er im Gartenteich, wenn auch nur im Sommer, kultiviert werden.
Der Falsche Wasserfreund ist 2019 in die Liste invasiver gebietsfremder Arten von unionsweiter Bedeutung für die Europäische Union aufgenommen worden.

## Aquaristik
Für Süß- und Brackwasseraquarien von 10 bis 30 °C ist diese robuste Pflanze nützlich, da sie schnell wächst, und so viele schädliche Stoffe aus dem Wasser aufnimmt. Besonders zu empfehlen ist sie für neu eingerichtete und offene Becken. Vermehrt wird sie einfach mit ca. 10 bis 20 cm langen Stecklingen von der zerteilten Mutterpflanze, welche in den Bodengrund gesteckt werden.